# Billene Seyoum Woldeyes
Billene Seyoum Woldeyes (Amharic: ቢልለኔ ሥዩም ወልደ ስ; sinh năm 1985) là Thư ký báo chí cho Văn phòng Thủ tướng Ethiopia (2018 -). Cô cũng là một tác giả, nhà thơ và là người ủng hộ bình đẳng giới.

## Thời niên thiếu
Billene được sinh ra ở Addis Ababa, Ethiopia. Cô là người sinh ra cuối cùng trong số ba người con và có hai anh em. Cô chuyển đến Harare, Zimbabwe khi còn trẻ trước khi chuyển đến Canada và sau đó quay trở lại Ethiopia để làm cố vấn báo chí cho Thủ tướng.
Trong cuốn sách của mình, Billene viết về giáo dục đa quốc gia, "Tôi đã dành một nửa cuộc sống của tôi ngoài nước tôi sinh ra - Ethiopia. Tuy nhiên, một số chỉ tiêu của Ethiopiawinet (Ethiopianess) đã kích thích trong tôi thông qua xã hội hóa đã duy trì bản thân trong suốt những năm qua để về nước cống hiến." 

## Giáo dục
Sau khi học xong trung học ở Harare, Billene đã hoàn thành hai năm đại học ngành Quản trị Marketing tại Đại học Thương mại Addis Ababa. Cô học Quan hệ Quốc tế tại Đại học British Columbia, Vancouver từ năm 2004 đến năm 2008, Billene tiếp tục lấy bằng Thạc sĩ về Xây dựng Giới và Hòa bình từ Đại học para la Paz và sau đó trở thành một Thạc sĩ về Hòa bình, An ninh, Phát triển và Chuyển đổi Xung đột Quốc tế tại Đại học Innsbruck, Áo.

## Nghề nghiệp
Billene quay trở lại Addis Ababa vào cuối năm 2010 và bắt đầu sự nghiệp của mình ở đó.
Vào năm 2010, ba tuần sau đó, cô bắt đầu viết blog của mình về chủ nghĩa dân tộc. Năm 2012, cô đổi tên trang web thành Phi Châu. AfricanFeminism là một nền tảng nữ quyền kỹ thuật số châu Phi chia sẻ các tác phẩm của các nhà văn nữ quyền châu Phi trong khi khuyến khích đối thoại. Mục đích của blog: "để hiểu các vấn đề tương tự trên lục địa và tham gia với các nhà nữ quyền châu Phi khác. Đó cũng là một phản ứng đối với việc thiếu tiếng nói của người Ê-ti-ô về các vấn đề lục địa".
Năm 2011, Billene đã hợp tác thành lập một tập thể thơ nói bằng lời gọi là Zemneged-Andinet (nghĩa là 'từ một nơi thống nhất Amharic). Billene đã tuyên bố rằng nó bao gồm "cả các nhà thơ viết tiếng Anh và tiếng Amharic, những người tin vào lời nói như một phương tiện biểu đạt nghệ thuật." Các tập thể thực hiện tại các địa điểm ở Addis Ababa.
Từ năm 2011 đến 2013, Billene giữ chức vụ Phó Giám đốc Đào tạo tại Viện Nghiên cứu An ninh và Hòa bình - Chương trình An ninh và Hòa bình Châu Phi tại Addis Ababa.
Vào năm 2013, Billene là chủ tịch Hiệp hội Phụ nữ trong Kinh doanh (AWiB) của Ethiopia.
Vào năm 2014, cô đã xuất bản cuốn sách "Các không gian biến đổi: Kích hoạt khả năng lãnh đạo nữ đích thực thông qua tự chuyển đổi. Trường hợp của AWiB.
Từ năm 2010, cô đã xuất bản với nhiều bản tin truyền thông, bao gồm cả Pambazuka News, về các chủ đề liên quan đến quyền của phụ nữ và trẻ em gái.
Cô cũng từng là biên tập viên một bản tin của Hiệp hội bảo tồn và phát triển phụ nữ (AWSAD).
Billene đã làm việc như một nhà tư vấn cho dự án Phát triển thị trường và kinh doanh nông nghiệp (AGP-AMDe) của ACDI-VOCA, nơi cô làm việc về quản lý và phát triển nội dung. Dự án AGP-AMDe nhằm mục đích giúp nâng cao năng lực cho những người nông dân sản xuất nhỏ ở Ethiopia.
Năm 2016, Billene được chọn là thành viên Đông Á Acum.
Billene cũng là người sáng lập của Công ty tác động xã hội Earuyan Solutions.

## Sự nghiệp chính trị
Billene là một trong những người khởi xướng khái niệm cân bằng giới tính 50-50 cho chính phủ Ethiopia. Trong một bức thư ngỏ gửi Thủ tướng Ethiopia, Tiến sĩ Abiy Ahmed, được xuất bản bởi The Reporter, Billene Seyoum Weldeyes và Sewit Hailesellasie Tadesse đã thúc đẩy để Thủ tướng làm việc theo hướng bình đẳng giới và công lý bằng cách đề xuất một vài ý tưởng sẽ củng cố Cam kết của Thủ tướng đối với bình đẳng giới. Trong số đó có một khuyến nghị để tạo ra sự cân bằng giới 50-50 trong nội các của các bộ trưởng nước này, nhóm cố vấn giới của Thủ tướng, Luật CSO, Diễn đàn bảo vệ quyền phụ nữ, và nhiều hơn nữa các hoạt động của cô. Ahmed phản ứng tích cực, trong việc bổ nhiệm 10 nữ bộ trưởng khi ông thành lập nội các vào ngày 16 tháng 10 năm 2018, dưới sự tham vấn từ Billenne.
Billene sau đó được bổ nhiệm làm Thư ký báo chí cho Văn phòng Thủ tướng Ethiopia vào tháng 11 năm 2018, sau khi Văn phòng Truyền thông Chính phủ (GCAO) kết thúc.
Nhiều báo cáo đã thông tin rằng sở thích của Billene về việc không được giải quyết với tiêu đề Weizero hoặc Weizerit (tạm dịch là Bà hoặc Hoa hậu.).

## Tranh cãi
Thông tin sai lệch rằng Billene đã bị sa thải và được thay thế bởi Nigussie Tilahun nổi lên vào khoảng ngày 02 tháng 01 năm 2019. Tuy nhiên, thực tế thì Billene vẫn tiếp tục là Thư ký Báo chí phụ trách Truyền thông Anh và Kỹ thuật số. Nigussu Tilahun đã tham gia Ban thư ký với tư cách là Thư ký báo chí, nhưng để hỗ trợ Bộ phận Amharic.

## Danh sách tác phẩm

### Thơ phú
Cô là tác giả của nhiều bài thơ bao gồm "Những điều tôi tưởng tượng kể về con gái tôi", "Làm cho nó xảy ra", "Từ thai nhi đến phụ nữ" và những người khác.
Tiểu luận và suy ngẫm
- "Chế độ nô lệ hiện đại của phụ nữ Ethiopia | Tin tức Pambazuka". www.pambazuka.org. Truy cập 2019-01-13.[7]
- "Ethiopia: Bạo lực chống lại phụ nữ ngày càng tăng | Tin tức Pambazuka". www.pambazuka.org. Truy cập 2019-01-15.

### Sách
- Woldeyes, Billene Seyoum (2014.) T không gian ransformative: cho phép lãnh đạo nữ đích thực thông qua tự chuyển đổi - trường hợp của AWiB. ISBN 3643905025